# Adscita bolivari
Adscita bolivari ist ein Schmetterling aus der Familie der Widderchen (Zygaenidae).

## Merkmale
Die Falter erreichen eine Vorderflügellänge von 9,0 bis 10,0 Millimeter bei den Männchen und Weibchen. Kopf, Thorax, Beine und Abdomen schimmern goldgrün oder gelblich grün. Die Fühler haben eine mittellange Kämmung, die letzten sechs bis acht Segmente sind plättchenförmig. Die Fühler bestehen aus 36 bis 38 Segmenten. Die Vorderflügeloberseite ist glanzlos goldgrün. Die Hinterflügeloberseite ist schwarzbraun, die Flügelunterseiten sind dunkelgrau. 
Bei den Männchen sind die Valven dorsal länger und haben einen kurzen dreiecksförmigen zahnartigen Fortsatz. Dieser befindet sich ventral auf halber Länge zur Spitze. Der Aedeagus ist lang und schlank und ungefähr achtmal länger als breit; er ist mit einem langen, schwach sklerotisierten Cornutus versehen. An der Basis ist er leicht gebogen, distal ist er gerade. Das 8. Abdominalsternit ist rechteckig und bedeckt nur den hinteren Teil des Segments.
Bei den Weibchen ist das Antrum breit und an der Basis trichterförmig ausgebildet. Der proximale Teil des Ductus bursae ist lang und hat eine glatte Oberfläche. Er ist gut sklerotisiert und hat einen schlanken distalen Teil. Er ist leicht gebogen, aber nicht s-förmig. Das Corpus bursae ist eiförmig.

### Ähnliche Arten
Adcsita geryon kommt in vielen Teilen von Nord- und Mittelspanien sympatrisch mit A. bolivari vor. Beide Arten haben ein identisches Erscheinungsbild und einen ähnlichen Habitus und können nur genitalmorphologisch unterschieden werden.

## Verbreitung
Adscita bolivari ist ein Endemit Spaniens und fehlt dort nur im Nordosten und in den Pyrenäen. Die Art besiedelt trockene Gebiete in der Nähe von Kiefernwäldern oder offene, felsige Steppenbiotope.

## Biologie
Die Biologie der Art ist unbekannt. Es wird vermutet, dass sich die Raupen wie die verwandten Arten an Sonnenröschenarten (Helianthemum) entwickeln. Die Falter fliegen im Juni und Juli.